# 平和の聖母大聖堂 (ホノルル)

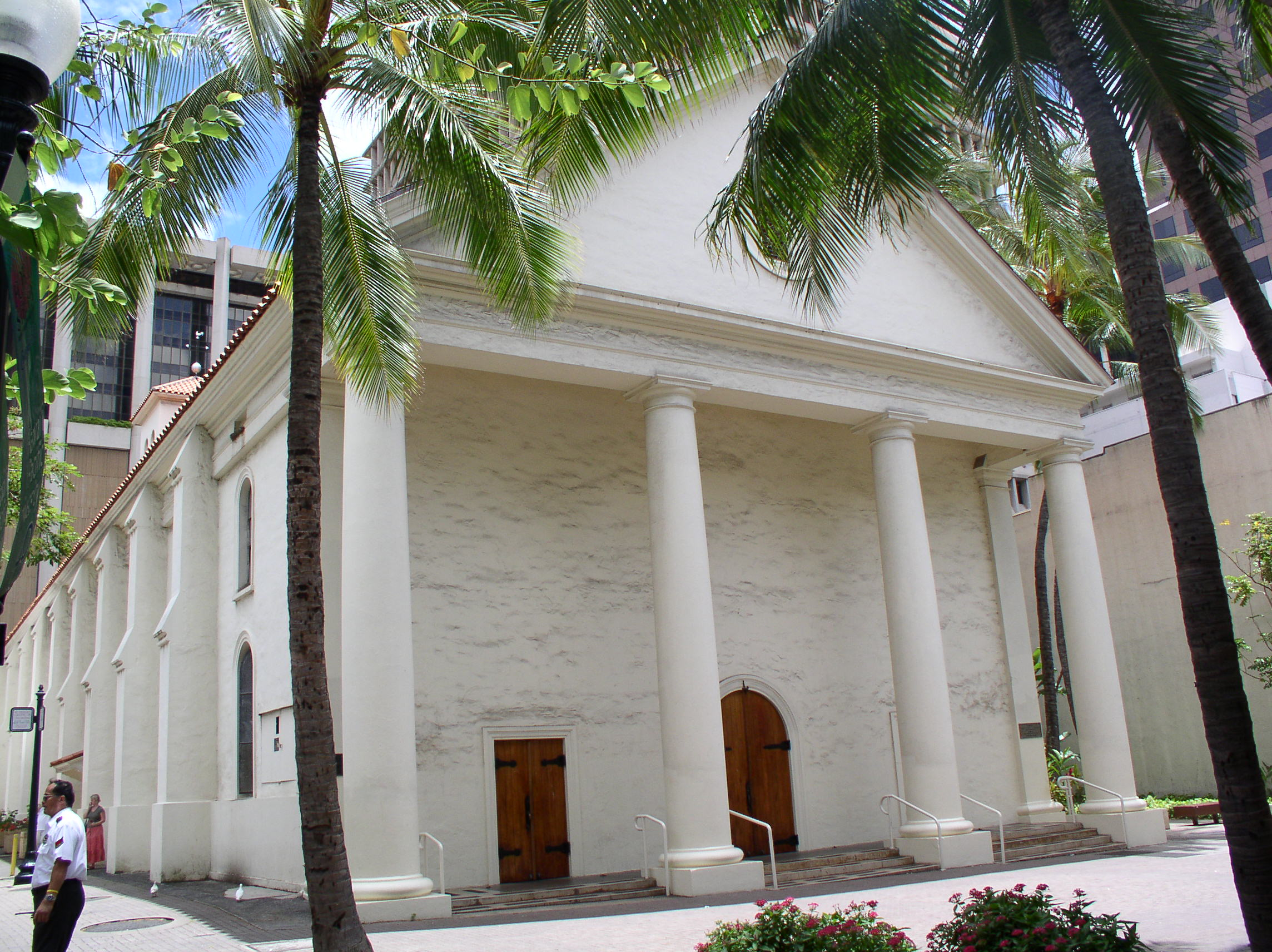
平和の聖母大聖堂（西）の外観

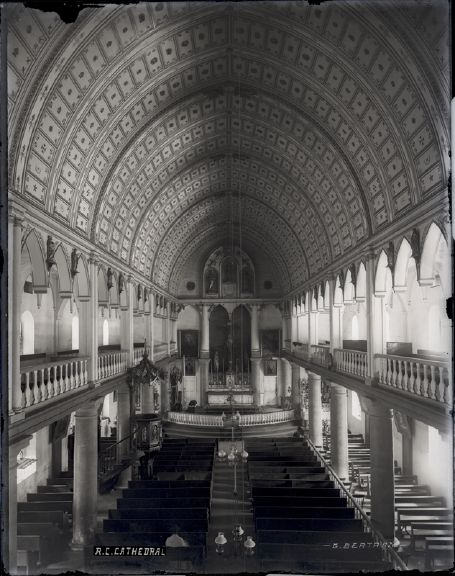
平和の聖母大聖堂の内部

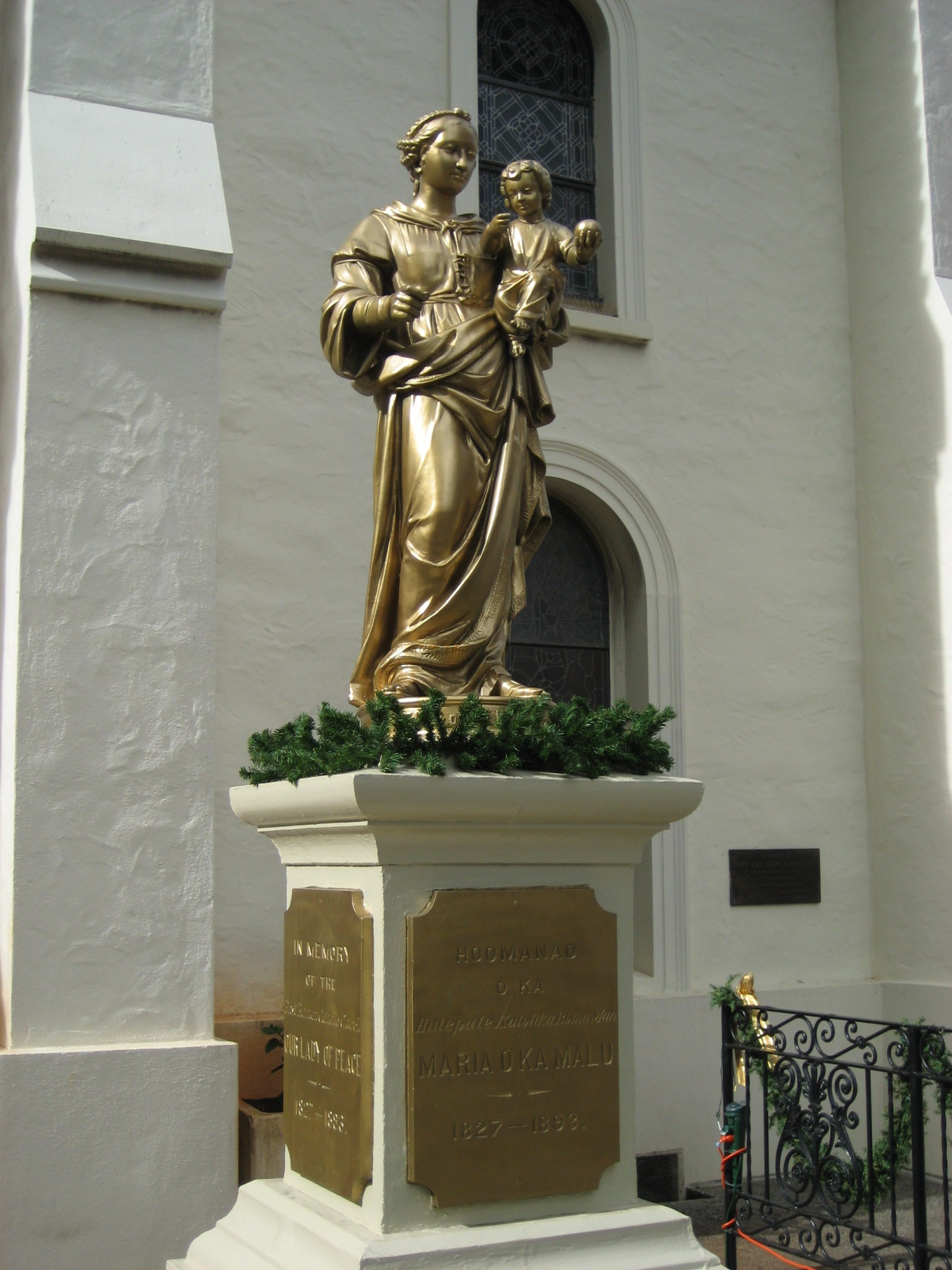
平和の聖母

平和の聖母大聖堂 （へいわのせいぼだいせいどう、英語: Cathedral Basilica of Our Lady of Peace, Honolulu）または平和の聖母司教座バジリカは、アメリカ合衆国ハワイ州のオアフ島ホノルル市中心部にある、カトリック教会サンフランシスコ大司教区ホノルル司教区（Roman Catholic Diocese of Honolulu）の司教座大聖堂である。1840から1843年にかけて建てられた。
平和の聖母大聖堂は、ハワイ島のモクアイカウア教会とオアフ島のカワイアハオ教会（両方共プロテスタント会衆派教会）と共にハワイで一番古い教会のひとつで、1972年にはアメリカ合衆国国家歴史登録財に登録されている。
まだ神学生としてハワイへ到着して、モロカイ島でハンセン病患者の世話をしたダミアンは、1864年にこの大聖堂で司祭へ叙階されている。

## 概要
ハワイ王国へは、始めプロテスタント教会が来たためカトリック教会の禁教令が出ていたが、カメハメハ3世は1836年に「寛容勅令」が出して、彼はエティエンヌ神父（Étienne Jérôme Rouchouze）へ教会を建てる土地（
北緯21度18分38.7秒 西経157度51分33.9秒 / 北緯21.310750度 西経157.859417度座標: 北緯21度18分38.7秒 西経157度51分33.9秒 / 北緯21.310750度 西経157.859417度
）も与えた。
フランスの「イエスとマリアの清心会」（Congregation of the Sacred Hearts of Jesus and Mary）の宣教師たちは、1840年のバジリカの建設を始め、それはこの会の守護聖人の平和の聖母（Notre Dame de la paix）の日であった。建設は1843年に終わり、この年に聖別されている。これはホノルルで現在もある建物で、最古のものである。
その後、歴代司教は様々な改良を加えている。

## パイプオルガン
初代のパイプオルガンは1885年に二代目に替わり、1934年には現在の三代目が設置されている。

## 第2バチカン公会議
1960－70年代の「第2バチカン公会議」の典礼の変更は、このバジリカにも大きな影響を与えた。例えば、聖餐式用の大理石レールに替えて、移動型のオールター（説教台）を会衆に向かうようにした。

## 改修計画
いくつかの改修計画が進んでいて、徐々に実行されている。改修計画の中には、列聖されたダミアン神父とマリアン・コープのためのチャペルも入っている。